# Тёмное фэнтези

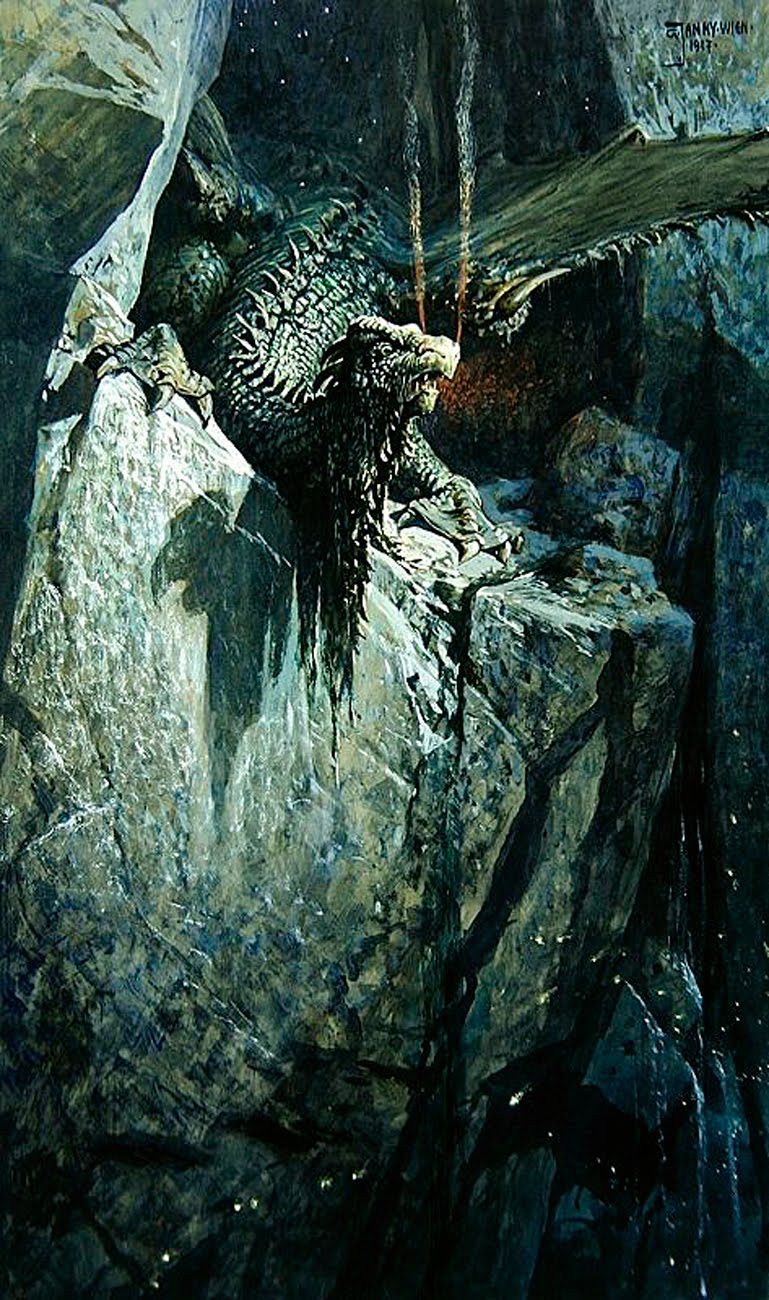
Янни, Георг — Пещера дракона (1917)

Тёмное фэнтези (англ. dark fantasy — «тёмное, мрачное фэнтези») — поджанр художественных произведений, включающий в себя элементы ужасов и готики, действие в котором происходит в антураже традиционного фэнтези.

## История термина
Выражение Dark Fantasy впервые появилось в 1973 году в качестве названия небольшого фэнзина. В начале 1980-х годов термин начали использовать американские издатели для привлечения аудитории. В 1987 году Джек Уильямсон выделил тёмное фэнтези как отдельный вид мистической литературы. А в июне 1991 года обозревательница журнала Locus Фарен Миллер обозначила этот жанр как историю с элементами хоррора и готики, действие которой происходит в антураже традиционного фэнтези.

## Определение и особенности жанра
Согласно статье Джона Клюта в The Encyclopedia of Fantasy (1997), тёмное фэнтези — это история, которая включает чувство ужаса («хоррор»), но это определённо фэнтези, а не мистика (произведение о сверхъестественном, англ. supernatural fiction). Клют отделяет фэнтези от мистики по роли, которую фантастический элемент играет по отношению к вымышленной реальности произведении: если в мистических произведениях он является собственно сверхъестественным, экстраординарным нарушением законов мира, в жанре фэнтези фантастическая составляющая является естественной частью мира — либо повествование и происходит в другом мире, отдельном от реального и сколь угодно фантастическом, либо, по крайней мере, фантастический элемент изображается как нечто естественное и имеющее полное право на автономное существование.
Таким образом, с точки зрения Клюта, к тёмному фэнтези не относятся большинство историй о вампирах, оборотнях, привидениях, сатанизме и оккультизме, хотя они и могут содержать элементы тёмного фэнтези, и наоборот, в тёмном фэнтези могут быть вампиры, призраки и т. д., например, в Mortal Mask (1991) Стивена Марли. Также к тёмному фэнтези можно отнести фэнтезийные произведения, в которых зло уже победило и правит миром, например, цикл «Томас Ковенант» (1977—2013) Стивена Дональдсона. К тёмному фэнтези также причисляют истории о соприкосновении миров, в которых в один мир вторгаются чудовищные создания из другого мира, как например, в Resurrection Man (1995) Шона Стюарта. Тёмное фэнтези во многом близко жанру «умирающая Земля», как например цикл «Зотика» (1932—1953) Кларка Эштона Смита.
Согласно статье «Тёмное фэнтези» (2005) Бориса Невского в журнале «Мир фантастики», к тёмному фэнтези ныне относят следующие три группы произведений: традиционное фэнтези с «тёмным» оттенком; разновидность мистических ужасов; и фэнтези, написанное в особо гнетущем стиле.
Тёмное («чёрное») фэнтези определяется рядом авторов как связанное с готическим романом ужасов XVIII века. Основоположником направления в западной литературе можно считать Говарда Филлипса Лавкрафта. В этом жанре написаны романы Андрея Дашкова «Звезда Ада», «Войны некромантов», «Умри или исчезни». «Чёрное фэнтези» — категория, также именуемая как литература ужасов, представлена историями с участием тёмных сил или злых созданий. В XVIII веке фантастические романы в Западной Европе не писались по какому-то единому образцу: творческий диапазон этих произведений весьма широк. В своих же произведениях Лавкрафт сконцентрировал внимание на процессе разложения и всеобщего упадка. И в отличие от авторов готических романов, он не зацикливается на теме смерти. Для него характерны нагнетание напряжённого ожидания сверхъестественного, обречённость мира, никчёмность человека, от которого ничего не зависит, где рок является основной движущей силой миропорядка.
Традиционное тёмное фэнтези строится по классическим фэнтезийным канонам, но, в отличие от классического, где основу сюжета составляет борьба Добра со Злом, в тёмном фэнтези Зло уже победило и его проявления воспринимаются как дело обычное. События тёмного фэнтези происходят в суровом, жестоком и мрачном мире, где герои, в большинстве своём, как минимум, неоднозначны с позиции морали и ведут борьбу только за то, чтобы мир окончательно не стал адом. Основной идеей жанра часто можно назвать противостояние «малого» добра и «большого» Зла. Авторы книг в этом жанре буквально шокируют читателя выписанной с особенным старанием атмосферой гнетущего мрака и полной безнадёжности.
Тёмным фэнтези нередко называют и литературу о сверхъестественном, относящуюся к жанру ужасов. Грань между тёмным фэнтези и готическими ужасами крайне тонка. Чтобы их отделить, критики отмечают, что мистическое тёмное фэнтези не пугает читателя, а создаёт впечатление страха, который уже прошёл. То есть, эти книги прежде всего фэнтези, а не рассказ про сверхъестественный ужас.

## Значимые произведения

### В литературе
- Говард Филлипс Лавкрафт — все произведения[1]
- Карл Эдвард Вагнер — цикл рассказов о Кейне
- Майкл Джон Муркок — «Сага об Элрике»[6]
- Ричард Скотт Бэккер — трилогия «Князь пустоты»[англ.][7] и её продолжение, тетралогия «Аспект-император»[англ.][8]
- Стивен Эриксон — серия «Малазанская книга павших»[9][10]
- Стивен Кинг — «Тёмная Башня» и «Талисман»[1]
- Клайв Баркер — циклы рассказов «Книги крови», романы «Имаджика» и «Племя тьмы»[1]
- Глен Кук — «Чёрный отряд»[11], «Империя ужаса»[12]
- Урсула ле Гуин — «Шкатулка, в которой была Тьма»
- Танит Ли — «Кровавая опера».
- Джо Аберкромби — трилогии «Первый закон»[13], «Море осколков»[14] и «Эпоха Безумия»[15], сборник «Острые края»[16]
- Марк Лоуренс — «Война Красной Королевы»[17]
- Роберт М. Вегнер — «Сказания Меекханского пограничья»[18]
- Майя Лидия Коссаковская — «Сеятель ветра»[19]
- Ярослав Гжендович — цикл «Владыка ледяного сада»[20]
- Вальтер Мёрс — «Мастер ужасок»[21]
- Ричард Морган — трилогия «Страна, достойная своих героев»[22][23][24]
- Майкл Р. Флетчер — «Без надежды на искупление»[25]
- Марлон Джеймс — «Чёрный леопард, рыжий волк»[26]
- Нора К. Джемисин — цикл «Расколотая земля»[27]
- Кларк Эштон Смит — «Возвращение чародея», «Колосс из Илурни», «Повелительница жаб», «Святой Азедарак», «Империя некромантов», «Чёрный идол», «Смерть Илалоты», «Сад Адомфы»[28]
- Мэтью Стовер — «Герои умирают»[29]
- Даррелл Швейцер — «Маска чародея»[30]
- Ренсом Риггз — «Библиотека душ»[31]
- Марцин А. Гузек — «Застава на окраине Империи. Командория 54»[32]
- Эд Макдональд — цикл «Чёрные крылья»[33][34][35]
- Бром — «Похититель детей»[36], «Косиног. История о колдовстве»[37], «Вырывашка»[38], «Крампус, повелитель Йоля»[39]
- Кристина Генри — «Потерянный мальчишка»[40]
- Марджори Лю и Сана Такеда — «Она — монстр»[41]
- Пат Миллс и Оливье Ледруа — Реквием Рыцарь-Вампир[42]
- Джонатан Говард — «Иоганн Кабал, некромант»[43]
- Анна Старобинец — «Лисьи броды»[44]
- Алекс Маршалл — цикл «Багряная империя»[45][46][47]
- Анна Бжезинская — «Вода в решете. Апокриф колдуньи»[48]
- Андрей Кокоулин — «Cеверный удел»[49]
- Виктор Диксен — «Двор Тьмы»[50]
- Брайан Кэтлинг — Vorrh[51]
- Брайан Стейвли — «Присягнувшая Черепу»[52]
- Марта Краевская — «Иди и жди морозов»[53]
- Евгения Сафонова — «Кукольная королева»[54]
- Юлия Остапенко — «Ненависть»[1]
- Оксана Ветловская — «Каменное зеркало»[55]
- Александра Ильина — «Subconscentia»[56]
- Гарет Ханрахан — цикл «Наследие Чёрного Железа»[57][58]
- Питер Маклин — «Костяной капеллан»[59]
- Джесс Буллингтон — «Печальная история братьев Гроссбарт»[60]
- Скотт Оден — «Стая воронов»[61], «Сумерки богов»[62]
- Флавиус Арделян — цикл «Миазмы»[63][64]
- Сэм Сайкс — цикл «Могила империй»[65][66]
- Томаш Низиньский — «Танец марионеток»[67]
- Бен Гэлли — цикл «Гонка за смертью»[68][69]
- Даниэль Пейдж — «Дороти должна умереть»[70]
- Джонатан Френч — цикл «Серые ублюдки»[71][72]
- Джей Кристофф — «Империя вампиров»[73]
- Девин Мэдсон — цикл «Возрождённая империя»[74][75]
- Иван Белов — цикл «Заступа»[76][77]
- Мария Вой — «Сиротки»[78]
- Надя Сова — «Станция Лихо»[79]
- Рита Хоффман — цикл «Мрачный Взвод»[80]
- Кристофер Бьюлман — «Вор с чёрным языком»[81]
- Кэмерон Джонстон — «Мерзкая семёрка»[82]
- Пётр Гурский — сборник «Закон Ордена»[83]
- Питер Ньюман — трилогия Странника[84][85][86]
- Роберт-Джеймс Баркер — цикл «Дитя приливов»[87][88]
- Замиль Ахтар — цикл «Стальные боги»[89][90][91]
- Сайгын Эрсин — «Закон Зюльфикяра» и «Буря Сорока»[92]
- Яцек Комуда — «Якса»[93]
- Яцек Пекара — цикл «Я, Инквизитор»[94][95]

### В настольных играх
- Сеттинги Ravenloft (1990) и Dark Sun (1991) по правилам Dungeons & Dragons[1].
- Сеттинг Midnight[англ.] по правилам d20.
- Мир Тьмы
- Warhammer Fantasy[96]

### В компьютерных играх
- с 1986 — серия Castlevania[1]
- с 1995 — серия Hexen
- с 1996 — серия Diablo[1]
- 1996—2015 — серия Legacy of Kain
- 1998—2014 — серия игр Thief
- 1999 — Planescape: Torment
- 2000, 2004 — Игры по настольной вселенной «Мир Тьмы»: Vampire: The Masquerade – Bloodlines и Vampire: The Masquerade – Redemption
- 2009—2024 — серия игр Dragon Age
- 2005 — Call of Cthulhu: Dark Corners of the Earth[1]
- 2007 — The Darkness
- 2009, 2011 — Demon’s Souls и Dark Souls[97]
- 2013 — Path of Exile
- 2014 — Lords of the Fallen
- 2014 — Серия Blackguards[англ.]
- 2015 — Bloodborne[98]
- 2016 — Darkest Dungeon[99]
- 2016 — Tyranny
- 2017 — Hellblade: Senua’s Sacrifice
- 2022 — Elden Ring[100][101]

### В кинематографе
- 1982 — Сказка странствий[102]
- 1985 — Легенда[103][104]
- 1992 — Армия тьмы[105]
- 2003—2016 — серия фильмов Другой мир
- 2004 — Ван Хельсинг
- 2006 — Лабиринт фавна[106]
- 2009 — Соломон Кейн
- 2010 — Время ведьм
- 2012 — Белоснежка и охотник
- 2016 — Белоснежка и охотник 2
- 2014 — Дракула
- 2019 — Тёмный кристалл: Эпоха сопротивления[107]

### В мультипликации
- 1985 — Чёрный котёл[108]
- 2017—2021 — Кастлвания[109]
- 2023 — Кастлвания: Ноктюрн[110]

### В аниме и манге
- 1988—2022 — Bastard!![111][112]
- с 1989 — Берсерк[113][114]
- 2001—2014 — Клеймор[115][116]
- 2004—2019 — Übel Blatt[117][118]
- с 2009 — Drifters[119][120]
- 2013—2023 — Атака титанов[121]
- 2016—2021 — Обещанная Страна Грёз[122][123]
- 2020 — Dragon’s Dogma[124]